# مارجوری کورتنی-لاتیمر
مارجوری ایلین دوریس کورتنی-لاتیمر (۲۴ فوریه ۱۹۰۷–۱۷ مه ۲۰۰۴) موزه‌دار اهل آفریقای جنوبی بود که در سال ۱۹۳۸، توجه جهان را به وجود سیلکانت، ماهی‌ای که تصور می‌شد ۶۵ میلیون سال پیش منقرض شده باشد، جلب کرد.

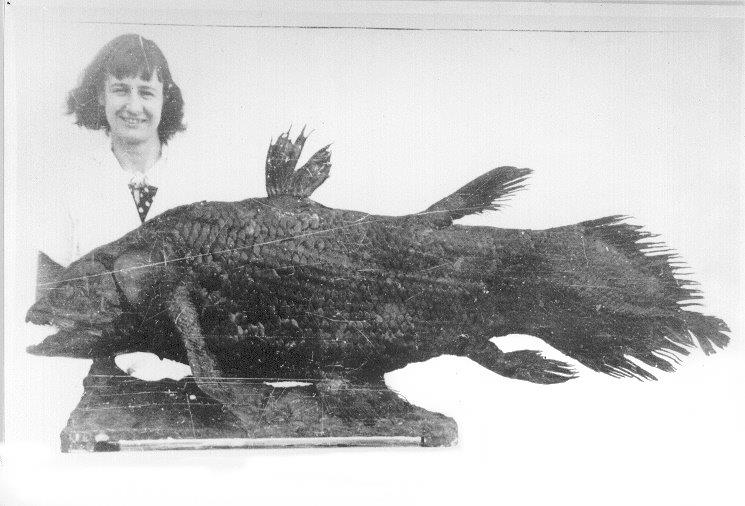
مارجوری کورتنی-لاتیمر این ماهی لاتیمریا چالومنی را که پیش‌تر تنها در فسیل‌های میلیون‌ها ساله دیده شده بود، در صید یک ماهیگیر کشف کرد. به افتخار او، این ماهی نام‌گذاری شد.

## زندگی شخصی
کورتنی-لاتیمر در لندن شرقی، آفریقای جنوبی متولد شد. او دختر یک رئیس ایستگاه راه‌آهن آفریقای جنوبی بود. وی دو ماه زودتر از موعد به دنیا آمد و در دوران کودکی بیمار بود، به طوری که یک‌بار به دلیل ابتلا به دیفتری تقریباً جان خود را از دست داد. با وجود ضعف جسمانی، از سنین کودکی به طبیعت علاقه‌مند بود و از فعالیت‌های بیرون از خانه لذت می‌برد.
وقتی به دیدار مادربزرگش در ساحل می‌رفت، از فانوس دریایی در جزیره برد شگفت‌زده می‌شد. در یازده سالگی، او تصمیم گرفت که به یک متخصص در پرندگان تبدیل شود.
پس از اتمام مدرسه، مارگوری کورتنی-لاتیمر آموزش پرستاری را در کینگ ویلیامز تاون آغاز کرد. اما درست پیش از پایان دوره آموزشی خود، از موقعیت شغلی در موزه لندن شرقی، واقع در لندن شرقی، کیپ شرقی، مطلع شد. با وجود اینکه هیچ آموزش رسمی ندیده بود، توانست با دانش گسترده‌ای که دربارهٔ تاریخ طبیعی آفریقای جنوبی داشت، توجه مصاحبه‌کنندگان خود را جلب کند و در ماه اوت سال ۱۹۳۱، در سن ۲۴ سالگی استخدام شد.
کورتنی-لاتیمر باقی دوران حرفه‌ای خود را در موزه گذراند. پس از بازنشستگی، ابتدا به مزرعه‌ای در تسیتسیکاما نقل مکان کرد و در آنجا کتابی دربارهٔ گل‌ها نوشت، و سپس به ایست لندن بازگشت.
او هرگز ازدواج نکرد، زیرا «عشق زندگی‌اش» در دهه بیست‌سالگی‌اش از دنیا رفت.

## تحویل سیلکانت
او با جدیت به جمع‌آوری سنگ‌ها، پرها، صدف‌ها و موارد مشابه برای موزه خود مشغول بود و علاقه خود به مشاهده نمونه‌های غیرمعمول را به ماهیگیران اعلام کرده بود. در ۲۲ دسامبر ۱۹۳۸، تماسی تلفنی دریافت کرد که از او خواسته شد تا محصولات جانبی صید کشتی ترالر نرین را که تحت فرماندهی کاپیتان هندریک گوسن به بندر بازگشته بود، بررسی کند. در میان این محصولات جانبی، او با یک نمونه برجسته مواجه شد:
لایه‌های لجن را کنار زدم تا زیباترین ماهی‌ای که تاکنون دیده بودم را آشکار کنم… این ماهی پنج فوت (۱۵۰ سانتیمتر) طول داشت، به رنگ آبی بنفش کمرنگ با لکه‌های کوچک سفید. سطح آن با یک درخشندگی نقره‌ای آبی-سبز پوشیده شده بود. بدنش دارای پولک‌های سخت، چهار باله شبیه اندام و یک دم عجیب شبیه دم توله‌سگ بود. این ماهی فوق‌العاده زیبا بود—بیشتر شبیه یک مجسمه چینی بزرگ به نظر می‌رسید—اما نمی‌دانستم که چه ماهی‌ای است.
او و دستیارش ماهی را با تاکسی به موزه منتقل کردند و تلاش کردند آن را در کتاب‌هایش شناسایی کنند، اما موفق نشدند. مشتاق به حفظ این ماهی عجیب و با نبود امکانات مناسب در موزه، کورتنی-لاتیمر ابتدا ماهی را به سردخانه شهر و سپس به یک مرکز ذخیره‌سازی منتقل کرد، اما هر دو مکان از نگهداری آن خودداری کردند. در نهایت، او ماهی را به تاکسیدرمیستی به نام رابرت سنتر که می‌شناخت، برد. سنتر به او کمک کرد تا ماهی را در روزنامه‌ها و ملحفه‌هایی که با فرمالین آغشته شده بودند، بپیچد تا ماهی برای شناسایی توسط دوست او جی. ال. بی. اسمیت، دانشمند ماهی‌شناس دانشگاه رودز، حفظ شود.
متأسفانه تلاش‌های او برای تماس با اسمیت در ابتدا بی‌نتیجه بود، زیرا اسمیت در تعطیلات به سر می‌برد. تا ۲۷ دسامبر، زمانی که ماهی در گرمای مرطوب تابستان آفریقای جنوبی شروع به پوسیدگی کرده و روغن ترشح می‌کرد، کورتنی-لاتیمر به‌ناچار اجازه داد که سنتر ماهی را پوست‌گیری و تخلیه کند تا برای نصب آماده شود.